# Mehnersmoos
Mehnersmoos est un groupe allemand de hip-hop, originaire de Francfort.

## Histoire
Maydn et MadFred sont originaires du sud de la Hesse. Tous deux sont musiciens de formation, ont étudié la batterie au conservatoire Dr. Hoch's à Francfort et ont enseigné à l'école de musique de Bad Nauheim entre 2010 et 2022,. En décembre 2010, le duo sort son premier morceau, Silvester. Le 11 octobre 2013, la mixtape Eier, Wurst und Saft sort en téléchargement gratuit.
Le 18 octobre 2017, le duo publie un EP intitulé Frankfurt bleibt stabil. En 2020, Alkonüme Hühner, une collaboration avec les 257ers, ainsi que le morceau Rossmann en featuring avec K.I.Z sortent.
Leur premier album Pennergang sort le 4 mars 2022 se classe à la deuxième place des charts hip-hop allemands et à la 9e place des charts allemands des albums. En 2022, Mehnersmoos fait la première partie de la tournée Rap über Hass de K.I.Z. Leur deuxième album studio Sexy sort le 17 février 2023 et contient entre autres des apparitions d'invités comme Money Boy, Karate Andi et Nico K.I.Z.

## Discographie

### Albums studio
- 2022 : Pennergang
- 2023 : Sexy
- 2024 : Neues von Mehnersmoos

### Mixtapes
- 2010 : Scheißmusik
- 2011 : Sch(m)erzmusik
- 2013 : Eier, Wurst und Saft

### EP
- 2017 : Frankfurt bleibt stabil
- 2018 : Heiß wie Eis
- 2019 : Alles billiq
- 2021 : Frankfurz Kinx
- 2023 : Unplugged

### Singles
- 2010 : Silvester
- 2012 : Ass to Maus
- 2017 : Klaudia (feat. Lars Kolbe)
- 2018 : Handycam
- 2018 : Penner
- 2018 : Couplegoals
- 2018 : Alphamales (feat. 257ers)
- 2019 : Groupiemundis
- 2019 : Oh mein Gott
- 2020 : Blau
- 2020 : Alkonüme Hühner (feat. 257ers)
- 2020 : Ellebogen raus
- 2020 : Rossmann (feat. K.I.Z)
- 2020 : Schnaps Kippen Dosenbier
- 2020 : 99 Puffs
- 2022 : Pennergang
- 2022 : Tedi (feat. DJ Spermaficker)
- 2022 : Was los
- 2022 : Oktoberfest (avec Tarek K.I.Z ; 2e en Allemagne[7])
- 2022 : Bir
- 2023 : Nie wieder Mehnersmoos
- 2023 : Die Einzigste (avec Finch)
- 2023 : Danke
- 2023 : Lambo (avec Money Boy)
- 2023 : Mir ist alles peinlich (avec Lars Kolbe)
- 2024 : 3 Bier
- 2024 : Kuhle Typen (avec Swiss und die Andern)
- 2024 : Rudi Völler
- 2024 : Blue Man Group
- 2024 : Lieber Gott (avec Filow)
- 2024 : Hätt ich gewusst
- 2024 : Bierdurst (avec The Butcher Sisters)
- 2024 : Ich bin cool
- 2024 : Deutsche Beatles